# Will Crothers
William „Will“ Crothers (* 14. Juni 1987 in Kingston, Ontario) ist ein kanadischer Ruderer, der 2012 olympisches Silber im Achter gewann.

## Sportliche Karriere
Crothers gewann 2004 bei den Junioren-Weltmeisterschaften die Bronzemedaille im Vierer mit Steuermann, im Jahr darauf belegte er zusammen mit Richard Anderson den vierten Platz im Zweier ohne Steuermann. 2006 siegte Crothers mit dem kanadischen Achter bei den U23-Weltmeisterschaften. Im gleichen Jahr trat Crothers auch bei den Weltmeisterschaften in der Erwachsenenklasse an und gewann zusammen mit Max Lang, Chris Aylard, Robert Gibson und Steuermann Stephen Cheng die Silbermedaille im Vierer mit Steuermann. 2007 erreichte der kanadische Achter nur das B-Finale bei den U23-Weltmeisterschaften, 2008 erhielt die Crew die Silbermedaille hinter dem US-Achter. In seinem letzten Jahr bei U23-Weltmeisterschaften belegte Crothers 2009 mit dem Vierer ohne Steuermann den vierten Platz. 
2010 ruderte Crothers erstmals im kanadischen Achter, bei den Weltmeisterschaften belegte das Boot als Sieger des B-Finales den siebten Platz. Fünf Jahre nach seiner ersten Weltmeisterschafts-Medaille im Erwachsenenbereich ruderte Crothers bei den Weltmeisterschaften 2011 mit dem Achter auf den dritten Platz hinter dem Deutschland-Achter und den Briten. 2012 stellte der kanadische Achter im Vorlauf des Ruder-Weltcups in Luzern mit 5:19,35 min eine Weltbestzeit auf, belegte im Finale aber trotzdem nur den dritten Rang. Bei den Olympischen Spielen in London siegte der deutsche Achter vor den Kanadiern. 
2013 wechselten mit Conlin McCabe, Robert Gibson, Will Crothers drei Ruderer aus dem Silber-Achter von 2012 in den Vierer ohne Steuermann, zusammen mit Will Dean belegte die Crew den 14. Platz bei den Weltmeisterschaften. 2014 ruderte im kanadischen Vierer Kai Langerfeld für Will Dean, bei den Weltmeisterschaften belegte der Vierer den fünften Rang. Im Jahr darauf ruderte der kanadische Vierer in der Besetzung Will Crothers, Tim Schrijver, Kai Langerfeld und Conlin McCabe auf den vierten Platz bei den Weltmeisterschaften 2015. Bei den Olympischen Spielen 2016 belegten die Kanadier den sechsten Platz.
2019 belegte Crothers mit dem kanadischen Achter den achten Platz bei den Weltmeisterschaften in Linz/Ottensheim. 2021 qualifizierte er sich mit dem kanadischen Vierer für die Olympischen Spiele in Tokio. Dort belegten Jakub Buczek, Luke Gadsdon, Gavin Stone und Will Crothers den achten Platz.